# Козаккен Бойз
«Козаккен Бойз» (нидерл. Kozakken Boys) — нидерландский футбольный клуб из города Веркендам. 
Клуб назван в честь донских казаков, принявших участие в освобождении города от войск Наполеона в 1813 году.

## Происхождение названия
В 1813 году войска Наполеона отступали через голландские земли, чем сильно досаждали местным жителям. Преследуемая объединённым русско-немецко-английским войском, с донскими казаками в составе, армия Наполеона была вынуждена покинуть и эти территории. Жители Королевства остались под большим впечатлением от казачьего войска, что нашло отражение в местной топонимике (в Голландии сохранилась дорога, которая называется «Дорога казака») и традициях. В освобождённом Веркендаме спустя почти сто лет появилась игра в мяч. Благодаря памяти о событиях XIX века названием местной команды стало «Козаккен Бойз» (1935).

## История
Всю свою историю клуб существует в любительском статусе, однако за это время был достигнут большой прогресс в результатах. Если начинал клуб в любительских подразделениях футбольной ассоциации Брабанта, то сейчас он является одним из сильнейших любительских клубов Голландии, регулярно участвуя в Кубке Нидерландов.